# Jalal
Jalal es una villa de la India situada en el distrito de Bathinda, Estado de Punyab. Según el censo de 2011, tiene una población de 6,706 habitantes.